# Campionato Primavera 2
O Campionato Primavera 2, oficialmente Campionato Primavera 2 TIM por questões de patrocínio, é uma competição de futebol Sub–19 (jogadores até 19 anos de idade) da Itália.
A competição é organizada pela Lega B e disputada pelas equipes Sub–19 dos clubes italianos que jogam o campeonato da Serie B e Serie A.

## Antecedentes históricos, fórmula de disputa e regulamento
Do início do Campionato Primavera até a edição de 1969–70, existiu uma fase final reservada para os clubes da Serie B do Primavera. Da edição de 1970–71 a 2016–17, houve um campeonato unificado, onde não existia distinção entre Primavera Serie A, Serie B ou qualquer série inferior. Em 2017, o Campionato Primavera foi dividido em duas divisões distintas: Primavera 1 e Primavera 2. Ligadas por uma relação de intercâmbio esportivo, com promoção e rebaixamento entre as mesmas. O Campionato Primavera 2 TIM é organizado pela Lega B.
Na primeira edição em 2017–18, o Primavera 2 da foi disputado por 26 equipes (22 da Serie B ConTe.it e quatro da Serie A TIM). Na temporada regular (ou fase de grupos), os clubes foram divididos em dois grupos (Grupo A, Grupo B) de 13 equipes, no sistema de todos contra todos em partidas de ida e volta (turno e returno). As equipes ganham 3 pontos a cada vitória e um ponto em caso de empate: e nenhum ponto em caso de derrota. Em caso de empate em número de pontos, a posição na classificação final da fase de grupos vai ser definida pelos seguintes critérios: (a) pontos obtidos no confronto direto; (b) saldo de gols no confronto direto; (c) saldo de gols na fase de grupos; (d) maior número de gols de gols marcados na fase de grupos; (e) do sorteio. Ao final da temporada regular (fase de grupos), o primeiro colocado de cada grupo será promovido para o Campionato Primavera 1. A terceira e última vaga para o Primavera 1 é decidida através de um playoff (que abrange uma fase preliminar, semifinal e final) entre as equipes colocadas do segundo ao quarto lugar de cada grupo da temporada regular, os jogos ocorrem em partida única (com direito a prorrogação e penalidades máximas, caso seja necessário). Por tratar-se de jogo único, o mandante é determinado por critérios de desempate, na seguinte ordem: (a) pontos obtidos na fase de grupos; (b) saldo de gols na fase de grupos; (c) gols marcados na fase de grupos; (d) do sorteio. Na fase preliminar, o 3º colocado de um grupo recebe o 4º colocado do outro, os dois que saírem vencedores avançam para a semifinal, onde enfrentam os dois segundos colocados de cada grupo da temporada regular (fase de grupo) e por fim, os dois clubes que saírem vencedores da semifinal, jogam em partida única a final. O vencedor dos play-offs é promovidos à Primavera 1.
Enquanto que, os líderes dos dois grupos (A e B) da temporada regular (fase de grupos) decidem em partida única a Supercoppa Primavera 2.
Na edição 2018–19, o certame foi novamente dividido em duas fases sucessivas: temporada regular (fase de grupos) e playoff.
Na fase de grupos as equipes inscritas são dividias em dois grupos, Grupo A (com 12) e Grupo B (com 11), no sistema de todos contra todos em turno e returno, ao final da temporada regular, o primeiro colocado de cada grupo garante acesso ao Campeonato da Primavera 1 da próxima temporada. As 8 equipes colocadas do 2º ao 5º lugar de cada grupo disputam um play-off pela última vaga para a Primavera 1, em jogos de partida única com o mando de campo da equipe mais bem classificada no final da fase de grupos, em rodadas com caráter eliminatório: quartas de final, semifinal e final.

## Campeões
O líderes dos grupos "Norte" e "Sul" do Campionato Primavera 2 disputam em jogo único a Supercoppa Primavera 2.
| Temporada | Vencedores | Vencedores  | Vencedores |
| Temporada | Grupo A    | Grupo B     | Play-off   |
| --------- | ---------- | ----------- | ---------- |
| 2017–18   | Novara     | Palermo (1) | Cagliari   |

### Títulos por equipe
| Equipes | Títulos | Anos    |
| Palermo | 1       | 2017–18 |